# Zhongshan (Liupanshui)
Zhongshan (鐘山區 / 钟山区,  Zhōngshān Qū) ist ein chinesischer Stadtbezirk in der Provinz Guizhou. Er gehört zum Verwaltungsgebiet der bezirksfreien Stadt Liupanshui und ist dessen Hauptort. Zhongshan hat eine Fläche von 534,5 Quadratkilometern und zählt 609.800 Einwohner (Stand: Ende 2018).

## Administrative Gliederung
Auf Gemeindeebene setzt sich Zhongshan aus vier Straßenvierteln vier Großgemeinden und einer Gemeinde zusammen. Diese sind:
- Straßenviertel Huangtupo 黄土坡街道
- Straßenviertel Hecheng 荷城街道
- Straßenviertel Fenghuang 凤凰街道
- Straßenviertel Dewu 德坞街道

- Großgemeinde Laoyingshan 老鹰山镇
- Großgemeinde Dahe 大河镇
- Großgemeinde Wangjiazhai 汪家寨镇
- Großgemeinde Dawan 大湾镇

- Gemeinde Yuezhao der Yi, Hui und Miao 月照彝族回族苗族乡